# Lovci-sakupljači
Društvo lovaca-sakupljača je u antropološkom smislu svako ono čiji način održavanja uključuje neposredno prikupljanje jestivih biljaka i životinja lovom iz divljine bez domesticiranja. Granica između društava lovaca-sakupljača i drugih društava koje rabe metode kao što su poljoprivreda i stočarstvo nije sasvim jasna, jer moderna društva rabe različite tehnike ne bi li nabavili hranu u svrhu vlastitog održanja.

## Vanjske poveznice
- African Pygmies Culture and photos of these African hunter-gatherers.
- Reconstructed bone flutes, sound sample and playing instructions.